# Garamszentbenedeki apátság

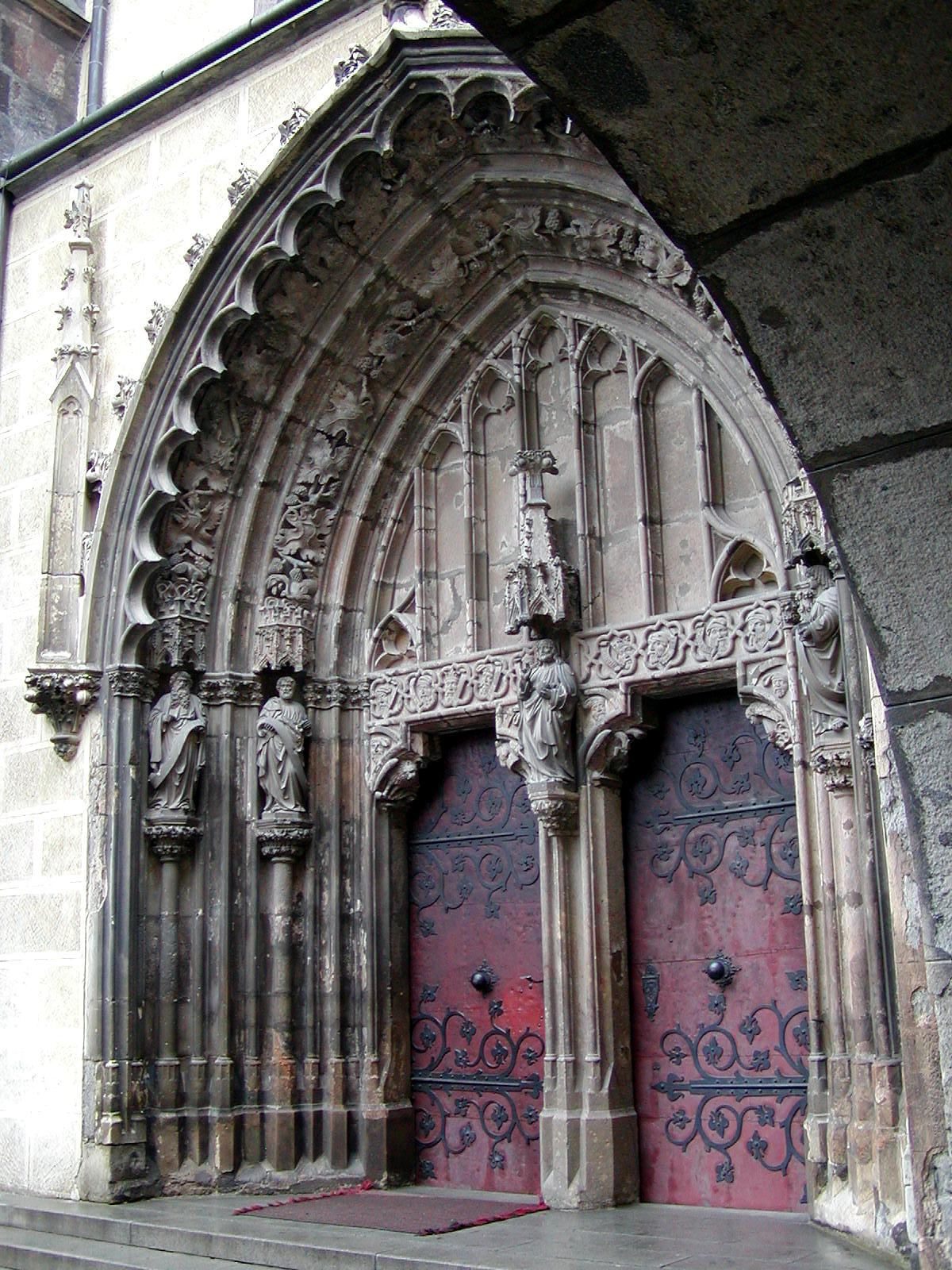
A templom gótikus kapuja

A Garamszentbenedeki apátság – egykori bencés apátság – a Felvidéken, a mai Szlovákia területén, Garamszentbenedek községben található. A bencés apátság nemzeti kulturális emlék. Az apátság a Garammenti-Inóc déli részén, a Garam völgyében fekszik. Szlovákia második legnagyobb kolostora. A kolostorépület mellett fontos a török elleni fellegvár, valamint a Szent Benedeknek és Szűz Máriának szentelt gótikus templom.

## Története

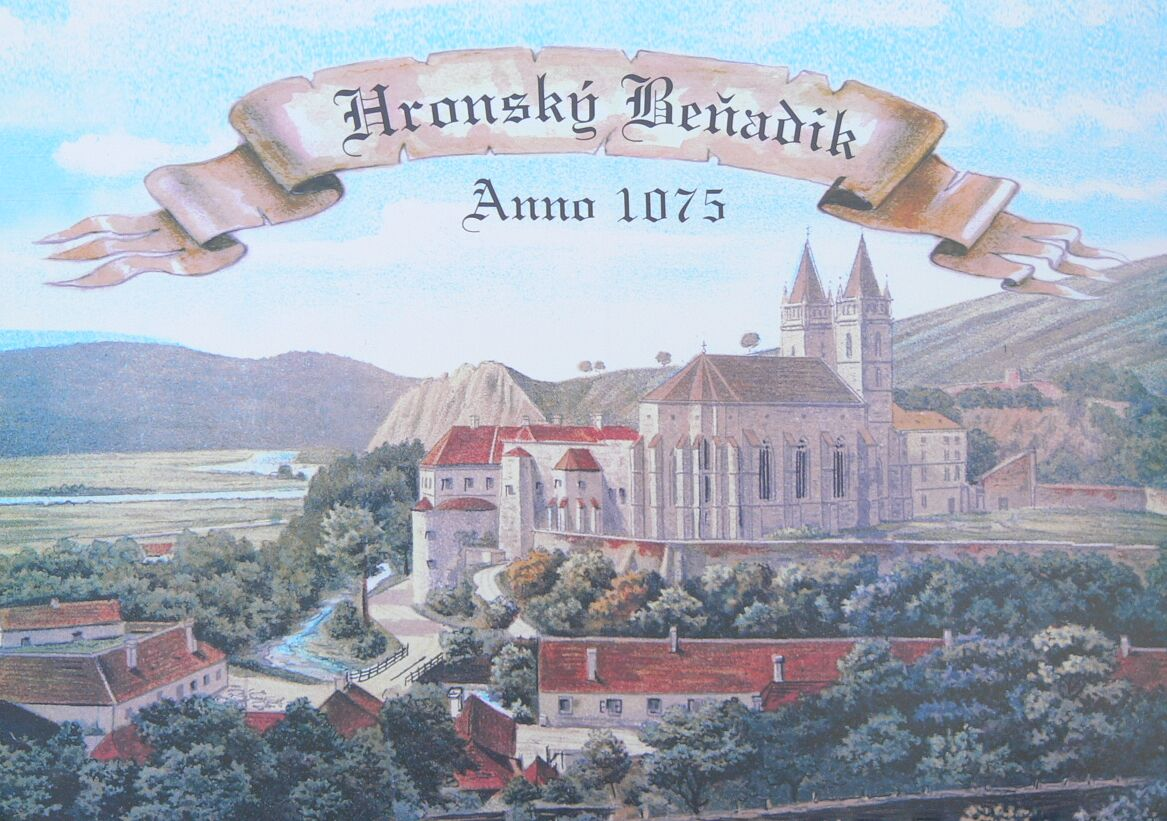
Kép az apátságról

Első írásos említése 1075-ből származik I. Géza királytól, aki gazdag adományokat ajánlott fel a bencés apátság számára. Az adománylevélből kitűnik, hogy az itteni kolostor építése 1075 előtt megkezdődött, 1060 és 1075 közé tehető. Július Sopko szerint 1100 körül itt készült a Nyitrai-kódex, melyet ma Nyitrán őriznek. 1384-től 1424-ig az eredeti román építményt gótikus stílusban átépítik, így egy háromhajós, két tornyos bazilikát alakítanak ki. Ebben az időben épült meg a gótikus kerengő is. 1423 körül a templom északi felén elkészültek a freskók a Szent György legendáról. Az átépítés után háromszor is leégett. 1462-ben elkezdték a teljes felújítást, majd 1483-ban felszentelték. Ekkor adományozta Mátyás király a templomnak a Szent Vér ereklyét. A török háborúk idejében a kolostor köré reneszánsz várfalakat építettek ki, melyek bástyái mind a mai napig fennmaradtak. 1542-ben a bencések a török veszély miatt elhagyták a kolostort. Ezután a kolostort az esztergomi káptalan vette át. 1530-ban a kolostort kirabolták a törökök. 1664-ben a magyarok a Léva melletti csatában megverték a törököket. Ebben a csatában esett el Koháry István, akit az apátságba temettek el. Az apátságban helyezték el az ebben a csatában használt harci zászlót is, melynek felirata: "Deus est protector meus" (Az Isten az én védelmezőm). 1686-ban a török még egy elkeseredett próbálkozást hajtott végre, azonban ereje csak a környék feldúlására volt elég. 1686. szeptember 8-án a templomban ünnepélyes Te Deum-ot tartottak a török vész elmúlásának, Buda felszabadításának alkalmából.1703-ban előbb Ocskay László, majd Bercsényi Miklós ostromolta meg a várat, aki el is foglalta, csak 1708-ban kerül ismét császári kézre. 

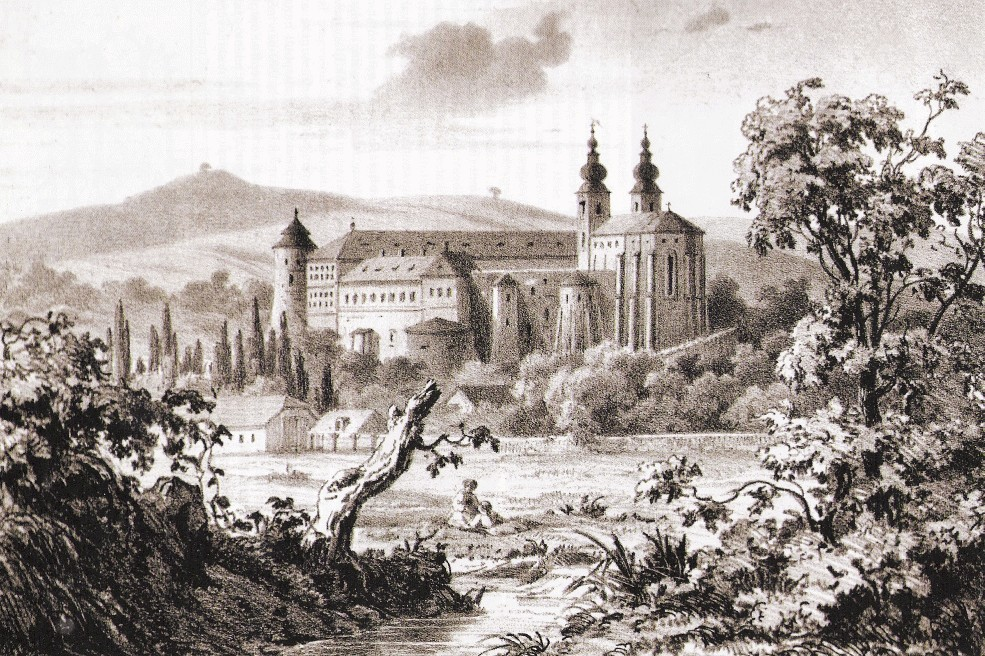
Litográfia a 19. századból

 A templom orgonáját 1714-ben építették. A várnak 1757-ig várnagya is volt. 1881. június 21-én az apátság leégett. Ezután megkezdődött a felújítás 1882 és 1885 között, melyet Storno Ferenc és Storno Kálmán soproni építészek vezettek. Ezen felújítás alkalmával a templom emlékeinek egy részét Esztergomba szállították és máig ott őrzik. 1923-ban az apátságot a szalézi rend kapta meg, majd 1950-ben az egész komplexum a szerzetesek internálótábora lett. Az egykori apátságot 1970-ben nemzeti kulturális emlékké nyilvánították. 1972-ben költséges felújítást végeztek rajta. A kolostor 1999 óta a lengyelországi pallottinus rend igazgatása alatt áll.

## Szent Vér ereklye és kápolna

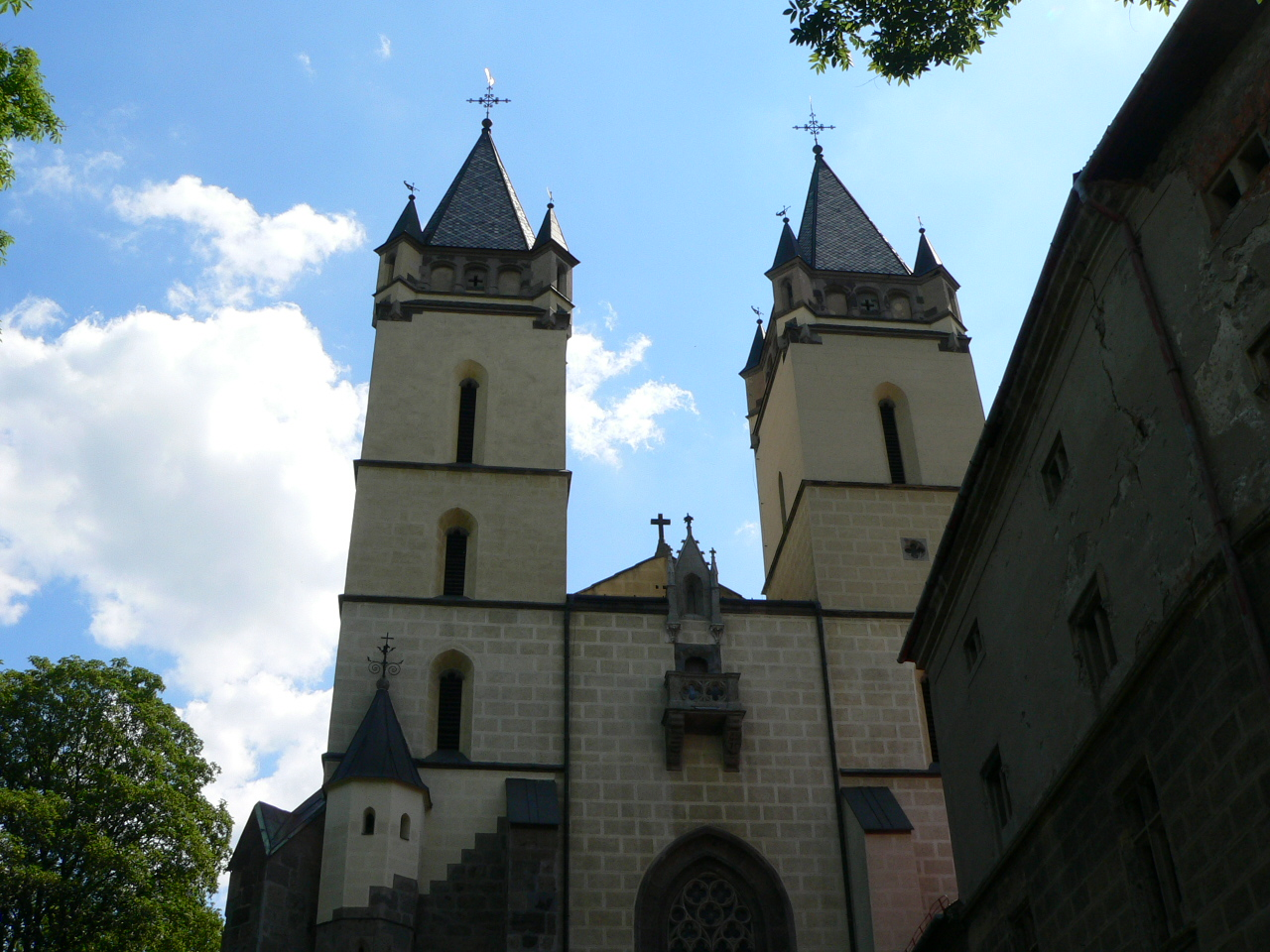
Az apátsági templom

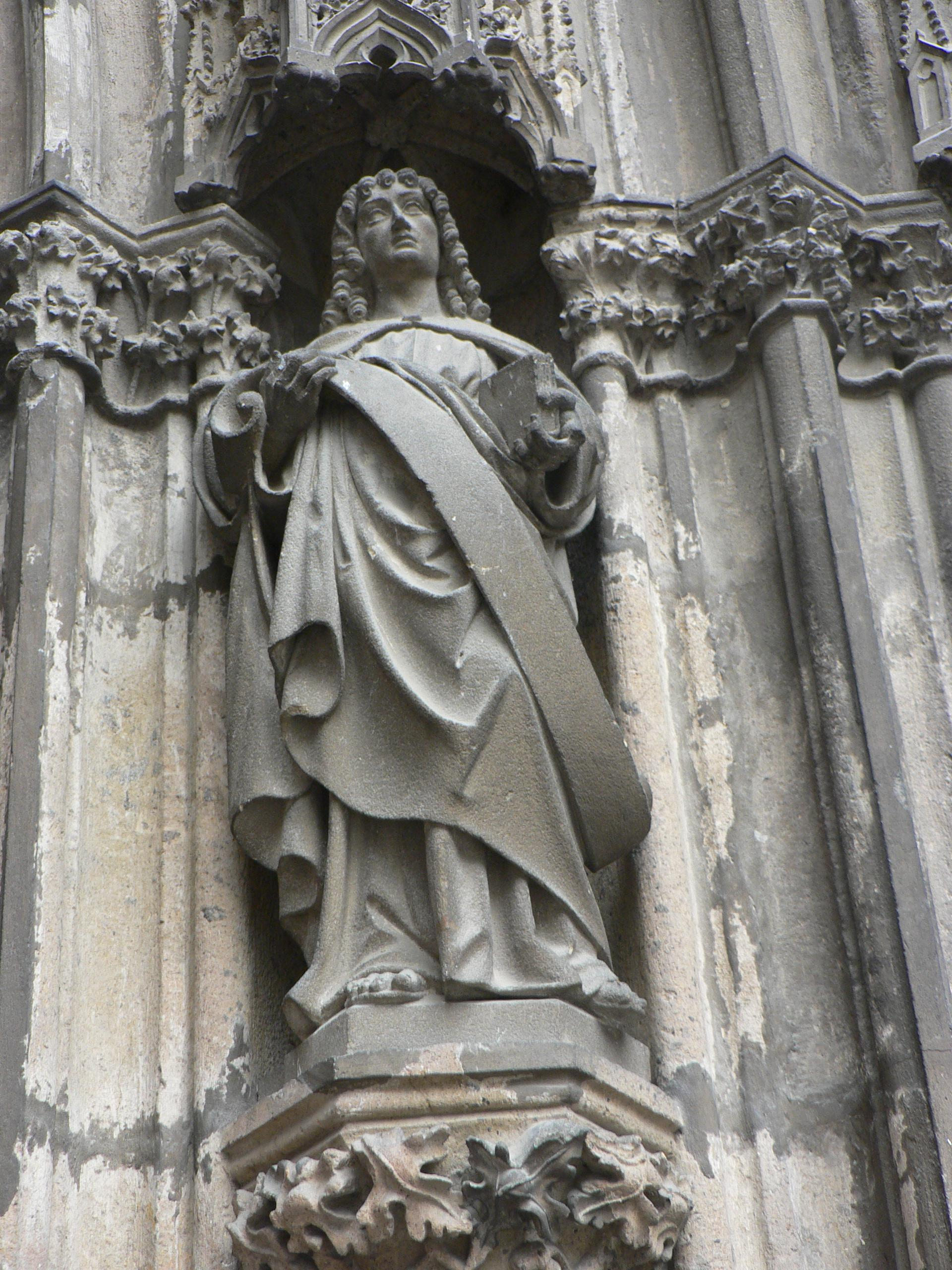
Mátyás király alakja a garamszentbenedeki apátsági templom kapuján

A Szent Vér ereklyét (Veronika kendőjének egy darabja) Mátyás király ajándékozta a bencéseknek 1483-ban, aki II. Pál pápától kapta azt. 1510-ben az ereklyének külön oltárt készítettek. Ma az ereklyét az 1713-ban épített Szent Vér kápolnában őrzik, minden pénteken megtekinthető. A török veszély miatt a Szent Vér ereklyét 1529-ben átszállították a lévai várba. Az ereklye 1530-ban visszakerül az apátságba, majd később Véglesen és Nagyszombatban őrzik. 1646-ban ismét Garamszentbenedeken van az ereklye. 1713-ban Bars vármegye a pestisjárvány végeztével a kolostor mellett Szent Vér kápolnát emel, ahová elhelyezik az ereklyét. Rudnay Sándor esztergomi érsek 1829-es vizitációja alkalmával új ereklyetartót készíttetett. Knauz Ferdinánd 1881-ben restauráltatta a kápolnát, majd a külső ajtóját megszüntette, így ma csak a templomból közelíthető meg.

## Legendák

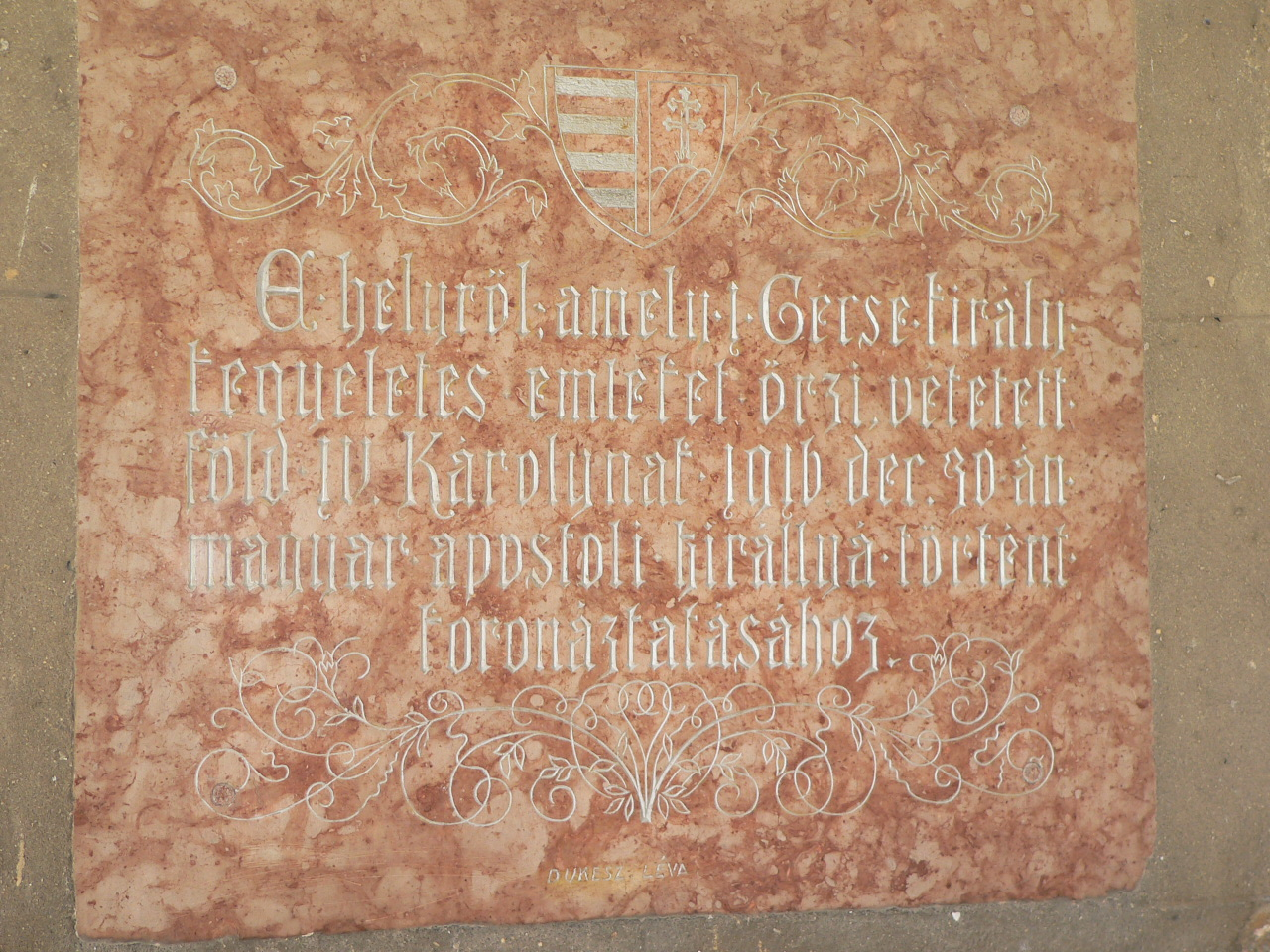
Emléktábla, mely szerint innen vittek földet IV. Károly király koronázására

### Az alapításról
Egy legenda szerint Géza egy Garam melletti vadászat alkalmával, az este beköszöntével a Garam partján táborozott le kíséretével. A Salamon elleni háborún gondolkodott, amikor a folyó túloldalán egy fényt pillantott meg a sziklás parton. Amikor átjutott a túlpartra, egy tisztáson nagy fájdalomban látta Salamont térdelni. Ez a látomás annyira meghatotta, hogy ezen a helyen építette fel a Szent Benedek tiszteletére szentelt apátságot.

### Abencésekkincseiről
A helyi hiedelem szerint Garamszentbenedeket Újbányával, Nyitrával és Esztergommal is egy titkos alagút-rendszer kötötte össze. Az apátság alatt még ma is hatalmas pince van, melyet sokáig a nyitrai borüzem használt. Azt beszélték egykor, hogy az apátság szerzetesei nagy kincset halmoztak fel az évszázadok alatt, és hogy ezeket megmentsék a töröktől, szekérre tették és elszállították. A szekér tengelye azonban útközben eltörött és a Bellegszencse melletti Máriacsaládon ásták el a benedeki kincseket. Állítólag máig ott vannak.

## Kapcsolódó szócikkek

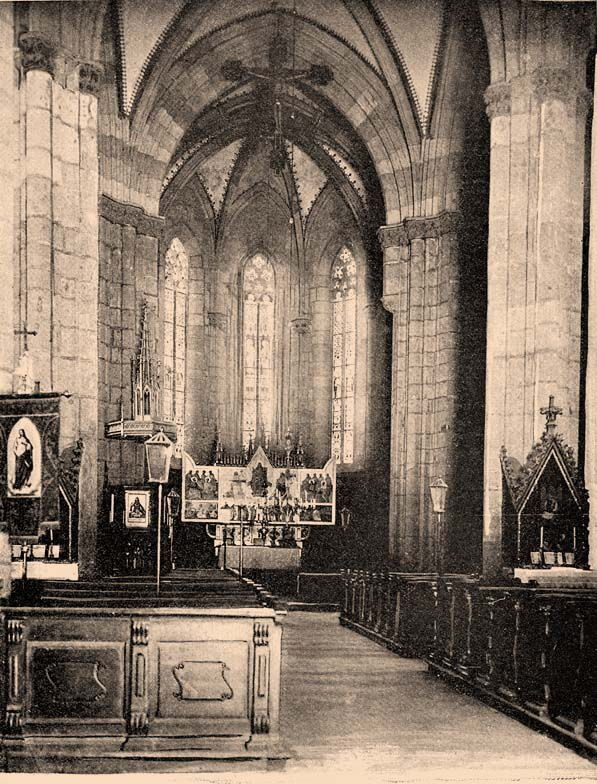
Az apátsági templom belseje 1903 előtt
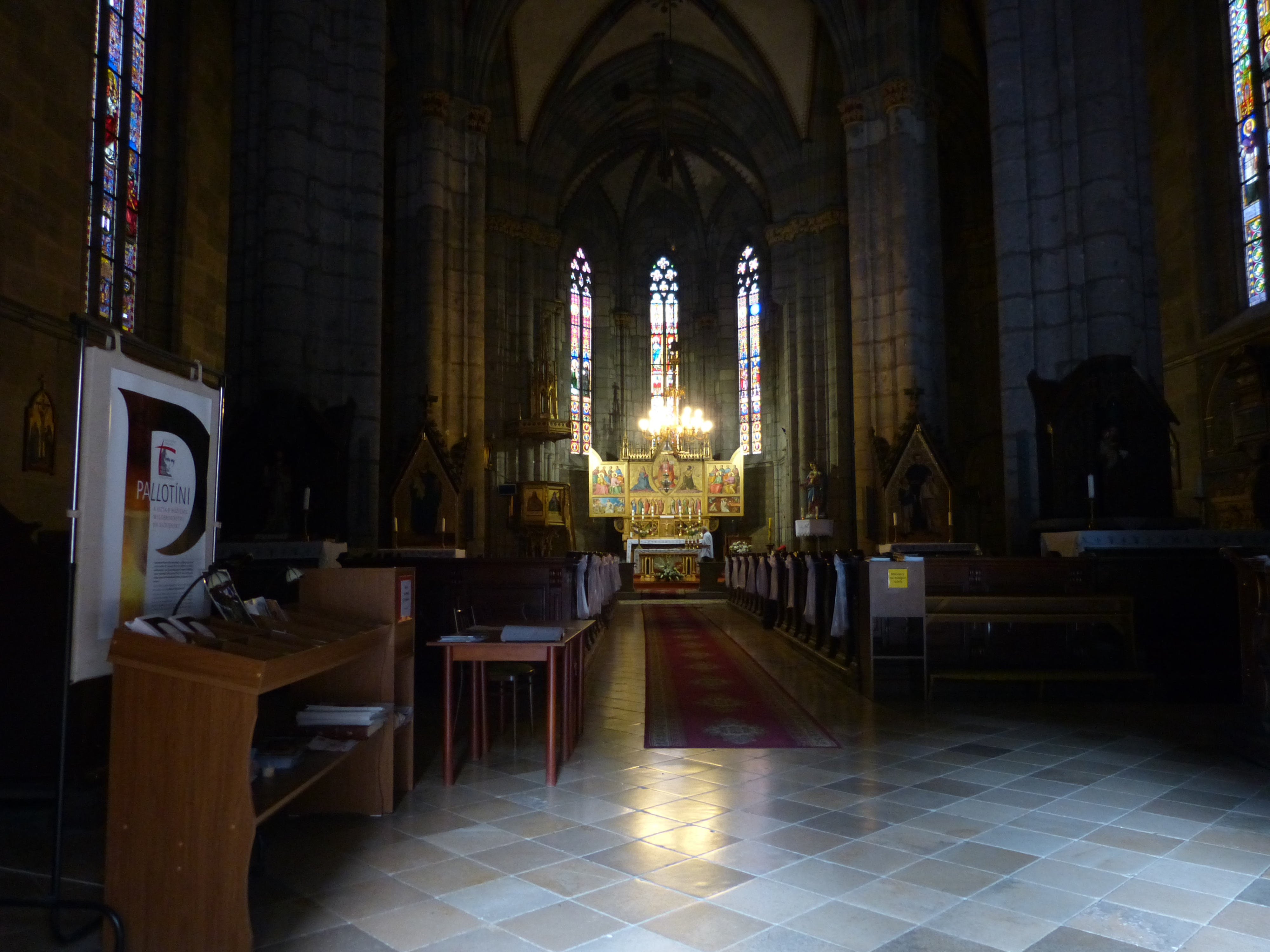
Az apátsági templom belseje
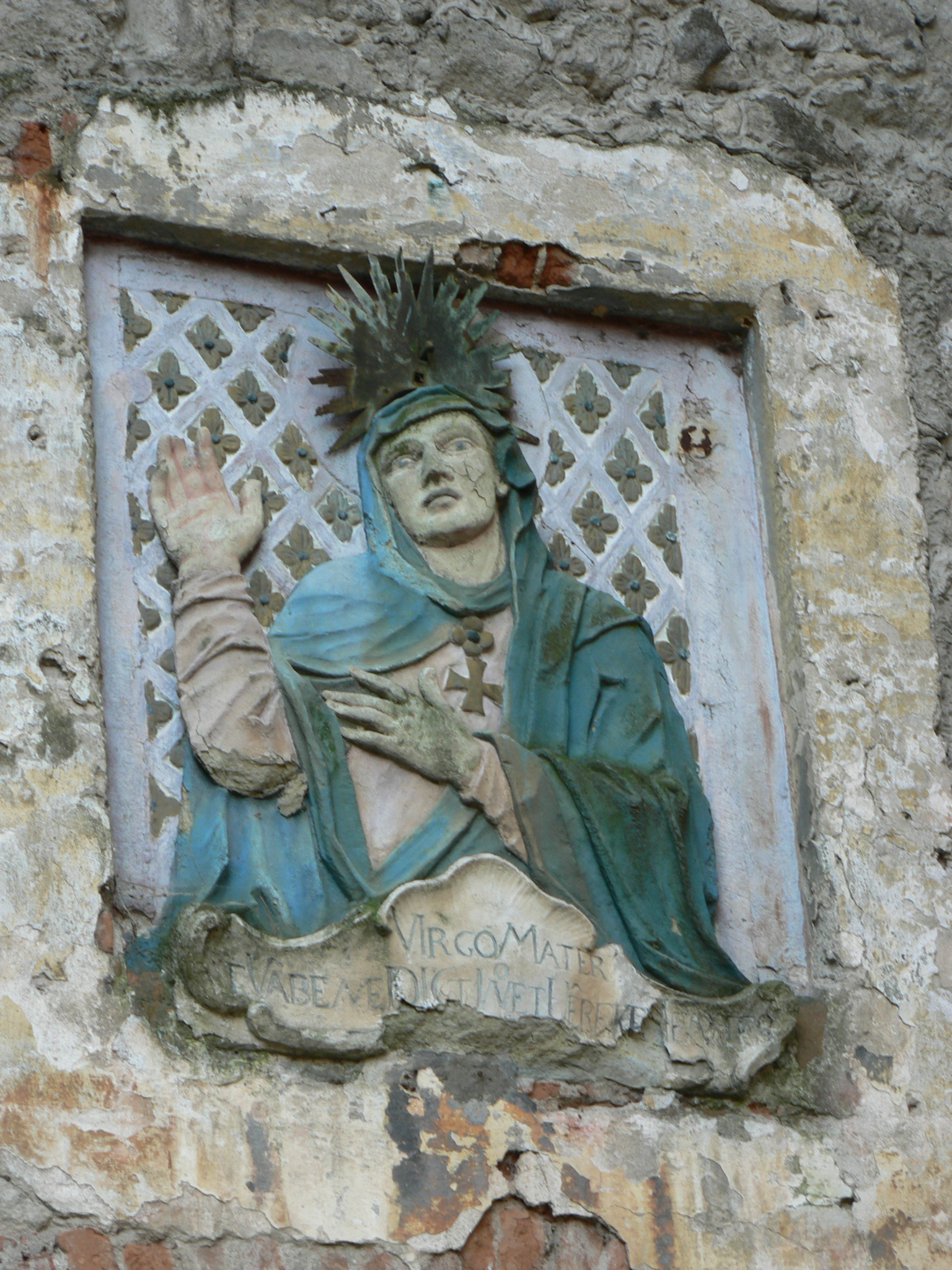
Szűzanya az apátság várkapuján
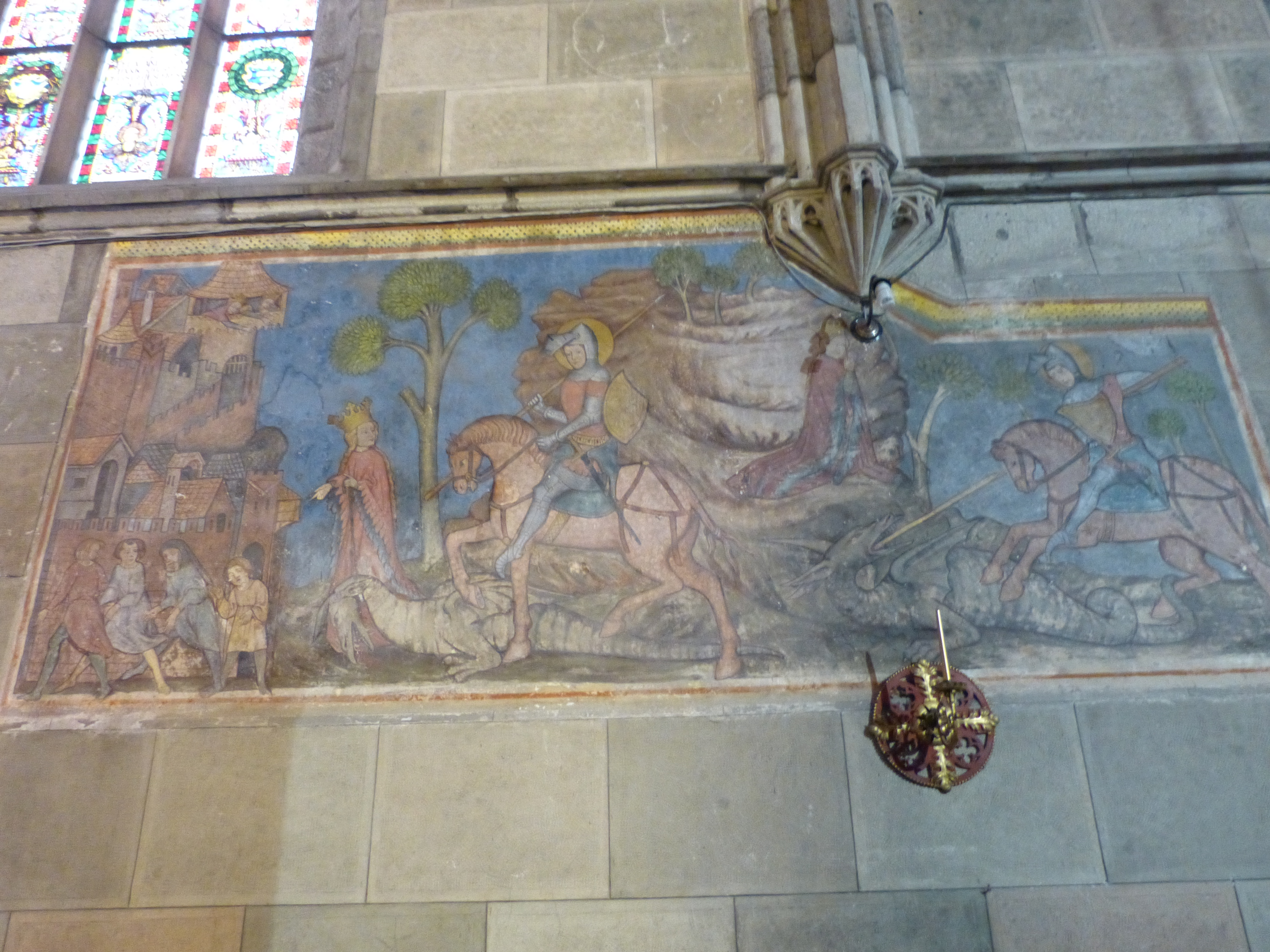
Szent György-legenda, freskó